# مقاطعة هاميلتون (نبراسكا)
مقاطعة هاميلتون هي إحدى مقاطعات ولاية نبراسكا في الولايات المتحدة. اعتبارًا من تعداد الولايات المتحدة لعام 2020، بلغ عدد السكان 9,429 نسمة. مقر المقاطعة هو أورورا. تم تسمية المقاطعة على اسم ألكسندر هاملتون، أول وزير للخزانة في حكومة الولايات المتحدة الجديدة.
تم تضمين مقاطعة هاميلتون في المنطقة الإحصائية جراند آيلاند، شمال شرق متروبوليتان.
في نظام لوحات ترخيص نبراسكا، يتم تمثيل مقاطعة هاميلتون بالبادئة 28 (كانت تضم المركز 28 من حيث عدد المركبات المسجلة في المقاطعة عندما تم إنشاء نظام لوحات الترخيص في عام 1922).

## التاريخ
وصل المستوطنون الدائمون الأوائل إلى مقاطعة هاميلتون في عام 1866. تم إنشاء مقاطعة هاملتون عام 1867، وتم تنظيمها عام 1870. تم تسميته باسم ألكسندر هاملتون.

## الجغرافيا
يتدفق نهر بلات باتجاه الشمال الشرقي على طول الجانب الشمالي الغربي من مقاطعة هاميلتون، ليشكل خط الحدود الشمالي الغربي مع مقاطعة ميريك.
وفقًا لمكتب الإحصاء الأمريكي، تبلغ المساحة الإجمالية للمقاطعة 547 ميلًا مربعًا (1420 كيلومترًا مربعًا)، منها 543 ميلًا مربعًا (1410 كيلومترًا مربعًا) أرضًا و4.1 ميلًا مربعًا (11 كيلومترًا مربعًا) (0.8٪) مياه.